# Cluster Lensing and Supernova survey with Hubble
Le programme Cluster Lensing And Supernova survey with Hubble (CLASH) était un programme d'observation par le télescope spatial Hubble de 25 amas de galaxies massifs. C'était un des trois programmes d'observation sélectionné avec CANDELS (en) et PHAT (Panchromatic Hubble Andromeda Traceur). 